# Jerry Reed
Jerry Reed, eg. Jerry Reed Hubbard, född 20 mars 1937 i Atlanta, Georgia, död 1 september 2008 i Nashville, Tennessee, var en amerikansk countrysångare, gitarrist, låtskrivare och skådespelare. 
Han spelade Snowman i filmerna Nu blåser vi snuten (där han även sjöng ledmotivet "East Bound and Down" som han också varit med om att skriva) och Nu blåser vi snuten igen. Han är med i filmen Nu blåser vi snuten 3, där han ska klä ut sig till bandit. Han hade också en roll i filmen The Waterboy, med Adam Sandler i huvudrollen. 
År 1972 vann han en Grammy för låten "When You're Hot, You're Hot". Till andra framgångsrika låtar hör "Guitar Man", "Amos Moses" och "She Got the Goldmine (I Got the Shaft)". Han är även med i filmen Bat*21.
Reeds ”Guitar Man” var öppningsnumret under Elvis Presleys 68 Comeback Special. Jerry Reed spelar gitarr på Elvis studioinspelning av samma låt .

## Diskografi (urval)
Studioalbum (topp 20 på Billboard Charts - Top Country Albums)
- 1970 – Georgia Sunshine (#10)
- 1970 – Me & Jerry (med Chet Atkins) (#13)
- 1971 – When You're Hot, You're Hot (#2	)
- 1971 – Ko-ko Joe (#7)
- 1972 – Smell the Flowers (#18)
- 1973 – Hot a' Mighty!	 (#9)
- 1973 – Lord, Mr. Ford (#4)
- 1973 – The Uptown Poker Club (#13)
- 1982 – The Man with the Golden Thumb (#10)

Singlar (topp 20 på Billboard Hot Country Songs)
- 1967 – "Tupelo Mississippi Flash" (#15)
- 1968 – "Remembering" (#14)
- 1969 – "There's Better Things in Life" (#20)
- 1969 – "Are You from Dixie ('Cause I'm from Dixie Too)" (#11)
- 1970 – "Talk About the Good Times" (#14)
- 1970 – "Georgia Sunshine" (#16)
- 1970 – "The Preacher and the Bear" (#16)
- 1970 – "Amos Moses" (#16)
- 1971 – "When You're Hot, You're Hot" (#1)
- 1971 – "Ko-Ko Joe" (#11)
- 1973 – "Lord, Mr. Ford" (#1)
- 1974 – "The Crude Oil Blues" (#13)
- 1974 – "A Good Woman's Love" (#12)
- 1974 – "Let's Sing Our Song" (#18)
- 1977 – "East Bound and Down" (#2)
- 1978 – "I Love You (What Can I Say)" (#10)
- 1978 – "Gimme Back My Blues" (#14)
- 1979 – "Second-Hand Satin Lady (And a Bargain Basement Boy)" (#18)
- 1979 – "Sugar-Foot Rag" (#12)
- 1982 – "She Got the Goldmine (I Got the Shaft)" (#1)
- 1982 – "The Bird" (#2)
- 1983 – "Down on the Corner" (#13)
- 1983 – "Good Ole Boys" (#16)